# Bundesverband ehrenamtlicher Richterinnen und Richter
Der Bundesverband ehrenamtlicher Richterinnen und Richter e.V. – Deutsche Vereinigung der Schöffinnen und Schöffen (DVS) ist ein 1993 gegründeter Dachverband, der sich als Interessenvertretung und Fortbildungseinrichtung der ehrenamtlichen Richter in Deutschland versteht. Sitz ist Greußen/Thüringen.

## Organisation
Dem Dachverband gehören acht Landesverbände an, in denen insgesamt ca. 2000 Mitglieder organisiert sind. Einige Landesverbände umfassen das Gebiet mehrerer deutscher Länder. Der Bundesverband als Dachorganisation ist Mitglied im European Network of Associations of Lay Judges (ENALJ).
Derzeitiger Präsident ist Andreas Höhne aus Thüringen. Geschäftsführerin und Vizepräsidentin ist Claudia Kitzig aus Baden-Württemberg und Schatzmeisterin und Vizepräsidentin ist Petra Ott aus Berlin.
Als Ehrenpräsidentin des Bundesverbandes wurde am 25. Oktober 2014 Herta Däubler-Gmelin gewählt. Damit würdigt der Verband die Verdienste, die sich Herta Däubler-Gmelin sowohl in ihren staatlichen Ämtern als auch durch politisches Engagement um die Beteiligung des Volkes an der Rechtsprechung erworben hat. Herta Däubler-Gmelin hat als Ministerin und Rechtspolitikerin stets der Gefahr widerstanden, die Mitwirkung ehrenamtlicher Richter auf dem Altar der Sparpolitik zu opfern.
Die Mitgliedschaft wird nicht direkt beim Dachverband, sondern über die Mitgliedschaft in einem der Landesverbände erworben. Ordentliches Mitglied kann werden, wer als ehrenamtlicher Richter in der Strafgerichtsbarkeit (Schöffe), Zivilgerichtsbarkeit (Handelsrichter, Landwirtschaftsrichter), Arbeits-, Sozial-, Finanz- oder Verwaltungsgerichtsbarkeit tätig ist oder war. Andere natürliche oder juristische Personen können eine Fördermitgliedschaft erwerben.

## Aufgaben und Tätigkeit
Die DVS verfolgt insbesondere das Ziel, den Gedanken der Mitwirkung des Volkes an der Rechtsprechung zu verbreiten. Daneben unterstützt sie die ehrenamtlichen Richter in der Ausübung ihres Amtes, etwa durch Bildungsangebote. Sie ist Herausgeberin der Fachzeitschrift Richter ohne Robe.
Die DVS hat sich erfolgreich dafür eingesetzt, dass in der Praxis die Rechtsprechung des Bundesgerichtshofs und des Europäischen Gerichtshofs für Menschenrechte zu den Informationsrechten der Schöffen umgesetzt wird. Diese begründet einen Anspruch der Schöffen auf Akteneinsicht, insbesondere des Anklagesatzes und auch des wesentlichen Ergebnisses der Ermittlungen.
Der Verband wird in den Gesetzgebungsvorhaben, die die ehrenamtlichen Richter mittelbar oder unmittelbar betreffen, als sachkundiger Verband beteiligt.
Auf Initiative des Bundesverbandes wurden 2022 erstmals zu einer Schöffenwahl größere Mittel des Bundesministeriums für Justiz für eine Kampagne bereitgestellt.